# Incomparable (Dead by April)
| Recensione           | Giudizio |
| -------------------- | -------- |
| Allmusic             |          |
| Helsingborgs Dagblad |          |
| Imperiumi.net        |          |

Incomparable è il secondo album in studio del gruppo alternative metal svedese Dead by April, pubblicato nel 2011.

## Tracce
Testi e musiche di Pontus Hjelm e Jimmie Strimell, tranne dove indicato.
1. Dreaming – 4:15
2. Real & True – 3:06
3. Within My Heart – 3:25
4. More Than Yesterday – 3:30
5. Calling – 3:37
6. Two Faced – 3:04
7. Crossroads – 2:56 (Pontus Hjelm e Robert Habolin)
8. Incomparable – 3:23
9. Too Late – 3:14
10. You Should Know – 3:46
11. When You Wake Up – 3:44
12. Lost – 3:34
13. Last Goodbye – 3:19

Traccia bonus dell'edizione iTunese dell'edizione giapponese
1. Painting Shadows – 3:34

Tracce bonus della Misery Version
1. Mystery – 2:58 (Pontus Hjelm)
2. Painting Shadows – 3:34
3. Unhateable – 3:00

## Formazione
- Zandro Santiago - voce
- Jimmie Strimell - voce, scream
- Peter Mansson - chitarra acustica, missaggio
- Pontus Hjelm - chitarra, tastiere, voce
- Marcus Wesslén - basso
- Alex Svenningson - batteria

## Classifiche
| Classifica (2011) | Posizione massima |
| ----------------- | ----------------- |
| Giappone          | 118               |
| Svezia            | 2                 |